# جيفري بروما

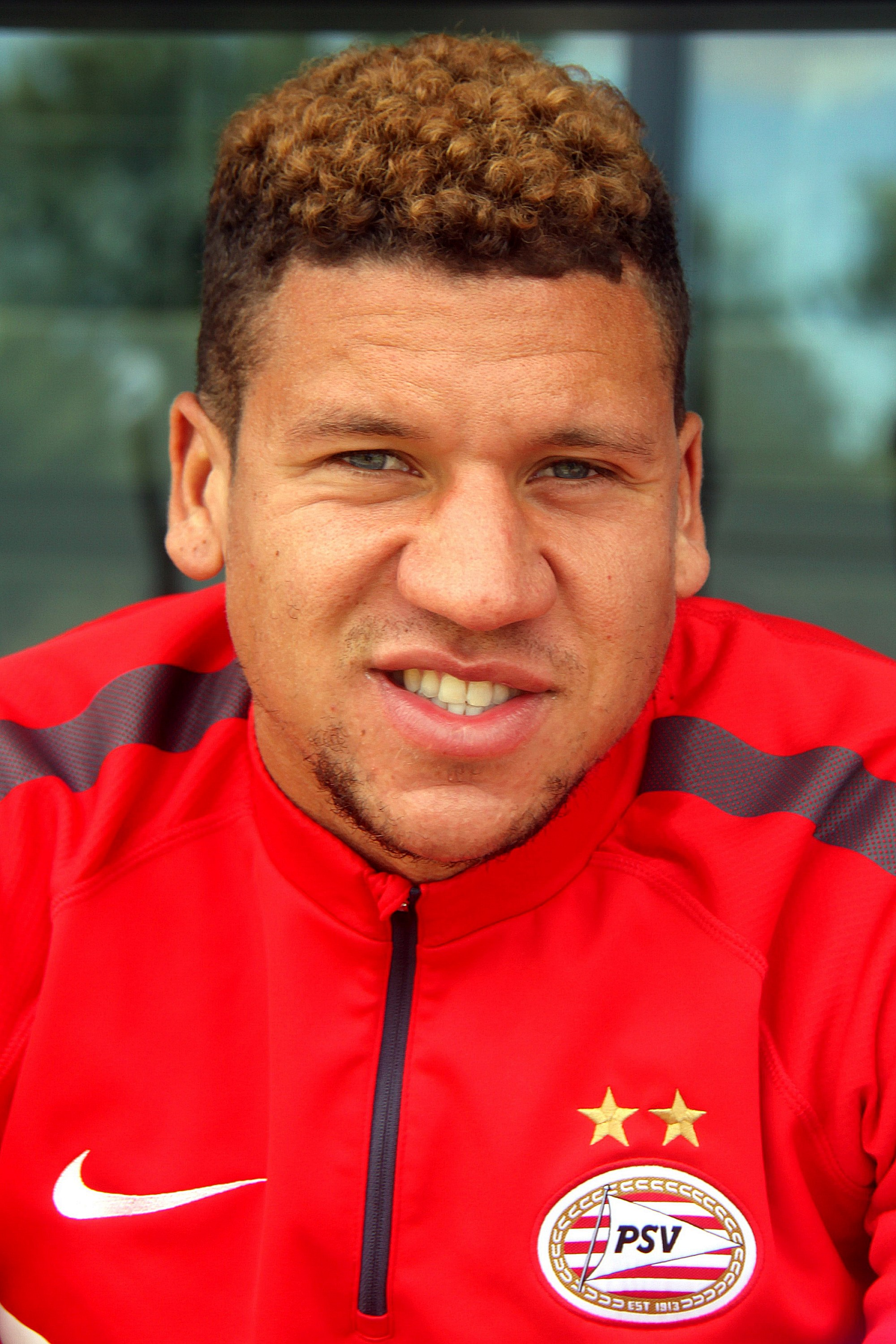
جيفري بروما

جيفري كيفن فان هومويت بروما (بالهولندية: Jeffrey Kevin van Homoet Bruma)‏ (مواليد 13 نوفمبر 1991 في روتردام - هولندا) لاعب كرة قدم هولندي يلعب حاليا لصالح نادي قاسم باشا في الدوري التركي الممتاز منذ 2021 في مركز قلب الدفاع.

## مسيرته الكروية
لعب جيفري بروما خلال مسيرته الاحترافية مع 7 أندية في أربعة عشر موسمًا وسجل خلالها 13 هدفًا ضمن 206 مباراة. حيث فاز في موسم واحد بالكأس وفي ثلاثة مواسم بالدوري.
خاض جيفري بروما مسيرته مع نادي تشيلسي في موسم 2009–10 ولمدة موسمين، مشاركًا في 4 مباريات ولم يسجل أي هدف. ثم انتقل إلى نادي ليستر سيتي في موسم 2010–11 لمدة موسم واحد، حيث شارك في 11 مباراة سجل خلالها هدفين. لينتقل بعدها إلى نادي هامبورغ في موسم 2011–12 ولمدة موسمين، مشاركًا في 40 مباراة سجل خلالها 3 أهداف. ثم انتقل إلى نادي آيندهوفن في موسم 2013–14 واستمر معه طيلة ثلاثة مواسم، مشاركًا في 94 مباراة سجل خلالها 7 أهداف. هذا وانتقل لاحقًا إلى نادي فولفسبورغ في موسم 2016–17 ليلعب معه أربعة مواسم، مشاركًا في 40 مباراة سجل خلالها هدفًا واحدًا. ثم انتقل بعدها إلى نادي شالكه 04 في موسم 2018–19 لمدة موسم واحد، مشاركًا في 9 مباريات ولم يسجل أي هدف. ليعود وينتقل من جديد، لكن هذه المرة إلى نادي ماينتس 05 في موسم 2019–20 لمدة موسم واحد، مشاركًا في 8 مباريات ولم يسجل أي هدف أيضًا.

## روابط خارجية
- جيفري بروما على موقع الاتحاد الدولي (مؤرشف)  (الإنجليزية)
- جيفري بروما على موقع الاتحاد الأوربي (الإنجليزية)
- جيفري بروما على موقع إي إس بي إن إف سي (الإنجليزية)
- جيفري بروما على موقع قاعدة بيانات كرة القدم.إي يو (الإنجليزية)
- جيفري بروما على موقع ناشيونال فوتبول تيمز (الإنجليزية)
- جيفري بروما على موقع Soccerbase.com (لاعب) (الإنجليزية)
- جيفري بروما على موقع Soccerway.com (الإنجليزية)
- جيفري بروما على موقع عالم كرة القدم.نت (الإنجليزية)
- جيفري بروما على موقع كووورة
- جيفري بروما على موقع AS.com (الإسبانية)